# Artur Davtjan
Artur Davtjan (arménsky Արթուր Դավթյան ; * 8. srpna 1992 Jerevan) je arménský sportovní gymnasta. 
V arménské gymnastické reprezentaci debutoval roku 2008. Na Evropském olympijském festivalu mládeže 2009 byl šestý ve víceboji. V roce 2010 se stal juniorským mistrem světa v přeskoku. Startoval na Letních olympijských hrách 2012, kde obsadil ve víceboji 36. místo. Na mistrovství Evropy ve sportovní gymnastice získal v přeskoku bronzovou medaili v roce 2013 a stříbro v roce 2016. Na olympiádě v roce 2016 obsadil v přeskoku jedenácté místo. Roku 2017 skončil na Univerziádě čtvrtý na koni našíř a pátý ve víceboji. 
Vyhrál přeskok na Evropských hrách 2019. Roku 2021 se stal mistrem Evropy na koni našíř a na tokijské olympiádě získal v přeskoku bronzovou medaili. V roce 2022 získal v přeskoku stříbro na evropském šampionátu a vyhrál mistrovství světa ve sportovní gymnastice. Na ME 2023 zvítězil v přeskoku a byl třetí v koni našíř. V říjnu téhož roku splnil kvalifikační kritéria pro LOH 2024 v Paříži, kde skončil v přeskoku druhý.
Je absolventem Státního tělovýchovného institutu v Jerevanu. Jeho starším bratrem je gymnasta Vahagn Davtjan.